# 八王子少年〜春よ、来い〜
「八王子少年〜春よ、来い〜」（はちおうじしょうねん はるよ、こい）は、日本のヒップホップMC、LITTLEの配信シングル。

## 概要
- iTunes HIPHOPチャートで1位を獲得。
- LITTLEの亡き父に向けてのメッセージソング
- MusicVideoにはLITTLE本人が登場するバージョンと日本工学院八王子専門学校とコラボしたアニメーションバージョンがある。
- 地元を愛していた父親の同級生の松任谷由実の名曲「春よ、来い」をラップで歌ったもの。
- ケツメイシのRYOJIが客演で参加している。サビを歌っている。
- LITTLE主宰の新レーベル「JIMOTO RECORDS」からリリース。
- 愛韻家協会を立ち上げ、ラッパーからライマーへと「韻」ついての活動の幅を広げながらも リリックは自然体な感情を届けたいと思いながら書いた。

## 収録曲
- 八王子少年〜春よ、来い〜